# Светско првенство у пливању 2019 — 4×200 м слободно за мушкарце
Такмичење у пливању у дисциплини 4×200 м слободно за мушкарце на Светском првенству у пливању 2019. одржано је 26. јула (квалификације и финале) као део програма Светског првенства у воденим спортовима. Трке су се одржавале у базену Универзитетског спортског центра Намбу у јужнокорејском граду Квангџуу.
За трке у овој дисциплини биле су пријављено укупно 22 штафете, а полуфиналне и финалну трку пливало је укупно 96 пливача.
Титулу светског првака освојили су репрезентативци Аустралије за коју су у финалу пливали Клајд Луис, Кајл Чалмерс, Александар Грем и Мак Хортон. Сребрну медаљу освојила је штафета Русије, а бронзану штафета Сједињених Држава.

## Освајачи медаља
|            | Резултат |        | Резултат |                  | Резултат |
|            |          |        |          |                  |          |
| Аустралија | 7:00,58  | Русија | 7:01,81  | Сједињене Државе | 7:01,98  |

## Званични рекорди
Пре почетка такмичења званични свестки рекорд и рекорд шампионата у овој дисциплини су били следећи:
| Рекорд                         | Име              | Резултат | Место         | Датум         |
| ------------------------------ | ---------------- | -------- | ------------- | ------------- |
| Светски рекорд СР              | Сједињене Државе | 6:58,55  | Рим (Италија) | 31. јул 2009. |
| Рекорд светских првенстава РПр | Сједињене Државе | 6:58,55  | Рим (Италија) | 31. јул 2009. |

## Резултати квалификација
За такмичење у тркама на 4×200 м слободно за мушкарце биле су пријављене 22 штафете из исто толико земаља, а у свим тркама учестовало је укупно 96 пливача. Квалификационе трке одржане су 26. јула у јутарњем делу програма, са почетком од 11:26 по локалном времену, пливало се у три квалификационе групе, а пласман у финале остварило је 8 штафета са најбољим резултатима квалификација.
| Пл. | Група | Стаза | Репрезентација   | Такмичари                                                                                                  | Време   | Нап.  |
| --- | ----- | ----- | ---------------- | --- | ------- | ----- |
| 1.  | 3     | 6     | Италија          | Филипо Мељи (1:46,79) Матео Чампи (1:46,42) Стефано Бало (1:45,66) Стефано Ди Кола (1:46,10)               | 7:04,97 | КВ    |
| 2.  | 2     | 3     | Русија           | Александар Красних (1:46,58) Михаил Довгаљук (1:46,28) Иван Гирјов (1:47,01) Михаил Вековишчев (1:45,41)   | 7:05,28 | КВ    |
| 3.  | 3     | 4     | Сједињене Државе | Ендру Селискар (1:45,71) Џек Конгер (1:47,99) Џек Левант (1:47,57) Зак Епл (1:45,59)                       | 7:06,86 | КВ    |
| 4.  | 2     | 4     | Аустралија       | Александар Грем (1:46,41) Џек Маклафлин (1:46,80) Томас Фрејжер Хоулмс (1:47,20) Мак Хортон (1:46,56)      | 7:06,97 | КВ    |
| 5.  | 3     | 3     | Кина             | Ђи Синђе (1:46,26) Ванг Шуен (1:47,40) Суен Јанг (1:46,08) Сју Ђају (1:47,31)                              | 7:07,05 | КВ    |
| 6.  | 3     | 2     | Бразил           | Луиз Алтамир Мело (1:47,51) Фернандо Шефер (1:45,94) Жоао де Лука (1:47,64) Брено Кореја (1:46,03)         | 7:07,12 | КВ KР |
| 7.  | 2     | 5     | Велика Британија | Томас Дин (1:47,34) Калум Џарвис (1:45,94) Макс Личфилд (1:48.20) Камерон Керл (1:46,97)                   | 7:08,45 | КВ    |
| 7.  | 2     | 6     | Немачка          | Пол Целман (1:48,29) Рафаел Мирослав (1:46,89) Јакоб Хајтман (1:45,78) Дамјан Вирлинг (1:47,49)            | 7:08,45 | КВ    |
| 9.  | 3     | 5     | Јапан            | Котаро Такахаши (1:48,18) Кацухиро Мацумото (1:45,31) Кејсуке Јошида (1:47,72) Даија Сето (1:48,02)        | 7:09,23 |       |
| 10. | 3     | 1     | Израел           | Денис Локтев (1:48,55) Данијел Намир (1:47,96) Томер Франкел (1:47,95) Гал Коен Груми (1:47,53)            | 7:11,99 | НР    |
| 11. | 2     | 9     | Пољска           | Јан Свитковски (1:48,20) Јан Холуб (1:48,51) Јакуб Краска (1:47,30) Кацпер Мајхшак (1:48,00)               | 7:12,01 |       |
| 12. | 2     | 8     | Швајцарска       | Антонио Ђаковић (1:47,62) Нилс Лис (1:47,28) Алекси Шмид (1:48,22) Жереми Депланш (1:48,96)                | 7:12,08 | НР    |
| 13. | 3     | 8     | Белгија          | Луис Крунен (1:48,26) Александар Маркур (1:48,33) Томас Тхејс (1:49,48) Себастијан Де Мелеместер (1:46,92) | 7:12,99 |       |
| 14. | 1     | 5     | Нови Зеланд      | Луис Клербурт (1:47,97) Метју Стенли (1:48,10) Данијел Хантер (1:48,88) Зак Рид (1:48,11)                  | 7:13,06 | НР    |
| 15. | 2     | 1     | Мађарска         | Доминик Козма (1:46,33) Петер Бернек (1:48,98) Акош Калмар (1:51,41) Нандор Немет (1:46,92)                | 7:13,64 |       |
| 16. | 1     | 4     | Ирска            | Џек Макмилан (1:48,00) Роберт Пауел (1:48,84) Џордан Слоун (1:47,84) Брендан Хајланд (1:49,23)             | 7:13,91 | НР    |
| 17. | 2     | 2     | Канада           | Маркус Тормајер (1:48,37) Александар Прет (1:49,45) Џереми Бегшо (1:48,07) Јарсон Олафсон (1:48,12)        | 7:14,01 |       |
| 18. | 2     | 7     | Јужна Кореја     | Ли Јујеон (1:48,30) Џанг Донгхјок (1:49,13) Хванг Сунву (1:49,78) Ли Хоџун (1:47,84)                       | 7:15,05 | НР    |
| 19. | 1     | 3     | Србија           | Велимир Стјепановић (1:47,79) Алекса Бобар (1:49,43) Вук Челић (1:48,79) Андреј Барна (1:49,30)            | 7:15,31 | НР    |
| 20. | 2     | 0     | Португал         | Мигел Насименто (1:48,00) Алешис Сантос (1:47,68) Тонас Велосо (1:49,83) Диого Карваљо (1:52,41)           | 7:17,92 |       |
| 21. | 3     | 7     | Сингапур         | Ке Џенгвен (1:48,29) Дарен Чуа Ји Шоу (1:48,69) Џонатан Тан Еу Ђин (1:50,19) Глен Лим Џун Веј (1:50,95)    | 7:18,12 |       |
| 22. | 3     | 0     | Кинески Тајпеј   | Ванг Хао (1:51,61) Ванг Куанхунг (1:51,68) Ан Тингјао (1:51,21) Ванг Сјингхао (1:49,28)                    | 7:23,78 |       |
| 23  | 3     | 9     | Египат           | | НН      | НН    |

## Финале
Финална трка је пливана 26. јула са почетком од 21:42 часова по локалном времену.
| Пл. | Стаза | Репрезентација   | Такмичари                                                                                                   | Време   | Нап. |
| --- | ----- | ---------------- | --- | ------- | ---- |
|     | 6     | Аустралија       | Клајд Луис (1:45,58) Кајл Чалмерс (1:45,37) Александар Грем (1:45,05) Мак Хортон (1:44,85)                  | 7:00,85 | KР   |
| 2   | 5     | Русија           | Михаил Довгаљук (1:45,56) Михаил Вековишчев (1:45,45) Александар Красних (1:45,38) Мартин Маљутин (1:45,42) | 7:01,81 |      |
| 3   | 3     | Сједињене Државе | Ендру Селискар (1:45,81) Блејк Пјерони (1:44,98) Зек Епл (1:46,03) Таунли Хас (1:45,16)                     | 7:01,98 |      |
| 4.  | 4     | Италија          | Филипо Мељи (1:45,86) Габријеле Дети (1:45,30) Стефано Бало (1:45,27) Стефано Ди Кола (1:45,58)             | 7:02,01 | НР   |
| 5.  | 1     | Велика Британија | Данкан Скот (1:44,91) НР Калум Џарвис (1:45,58) Томас Дин (1:46,10) Џејмс Гај (1:45,45)                     | 7:02,04 |      |
| 6.  | 2     | Кина             | Ђи Синђе (1:45,48) Ванг Шуен (1:46,17) Сју Ђају (1:48,13) Суен Јанг (1:44,96)                               | 7:04,74 | НР = |
| 7.  | 7     | Бразил           | Луиз Алтамир Мело (1:47,72) Фернандо Шефер (1:45,97) Жоао де Лука (1:47,11) Брено Кореја (1:46,84)          | 7:07,64 |      |
| 8.  | 8     | Немачка          | Пол Целман (1:47,19) Рафаел Мирослав (1:47,20) Јакоб Хајтман (1:46,16) Дамјан Вирлинг (1:47,10)             | 7:07,65 |      |